# Associació d'Universitats Jesuïtes
L'Associació d'Universitats Jesuïtes (Association of Jesuit Colleges and Universities -AJCU- en anglès) és una organització de voluntariat al servei de les seves institucions membres, les 28 universitats de la Companyia de Jesús als Estats Units, i de les seves institucions associades, 2 escoles d'estudis superiors. Té la seu a Washington DC.

## Institucions Membres
| Fundació | Universitat                         | Estat               |
| -------- | ----------------------------------- | ------------------- |
| 1789     | Universitat de Georgetown           | D. de C.            |
| 1818     | Universitat de Sant Luis            | Missouri            |
| 1830     | Spring Hill College                 | Alabama             |
| 1831     | Universitat Xavier                  | Ohio                |
| 1841     | Universitat de Fordham              | Nova York           |
| 1843     | College of the Holy Cross           | Massachusetts       |
| 1851     | Universitat de San José             | Pennsilvània        |
| 1851     | Universitat de Santa Clara          | Califòrnia          |
| 1852     | Universitat Loyola Maryland         | Maryland            |
| 1855     | Universitat de San Francisco        | Califòrnia          |
| 1863     | Boston College                      | Massachusetts       |
| 1870     | Canisius College                    | Nova York           |
| 1870     | Universitat Loyola Chicago          | Illinois            |
| 1872     | Universitat de Sant Pere            | Nova Jersey         |
| 1877     | Universitat Régis                   | Colorado            |
| 1877     | Universitat de Detroit Misericòrdia | Míchigan            |
| 1878     | Universitat Creighton               | Nebraska            |
| 1881     | Universitat Marquette               | Wisconsin           |
| 1886     | Universitat John Carroll            | Ohio                |
| 1887     | Universitat Gonzaga                 | Washington          |
| 1888     | Universitat de Scranton             | Pennsilvània        |
| 1891     | Universitat de Seattle              | Washington          |
| 1910     | Universitat de Rockhurst            | Missouri            |
| 1911     | Universitat Loyola Marymount        | Califòrnia          |
| 1912     | Universitat Loyola Nova Orleans     | Louisiana           |
| 1942     | Universitat de Fairfield            | Connecticut         |
| 1946     | Li Moyne College                    | Nova York           |
| 1954     | Universitat Jesuïta Wheeling        | Virginia Occidental |

## Institucions associades
- Escola Jesuïta de Teologia en Berkeley
- Escola Jesuïta de Teologia Weston

## Galeria de fotos

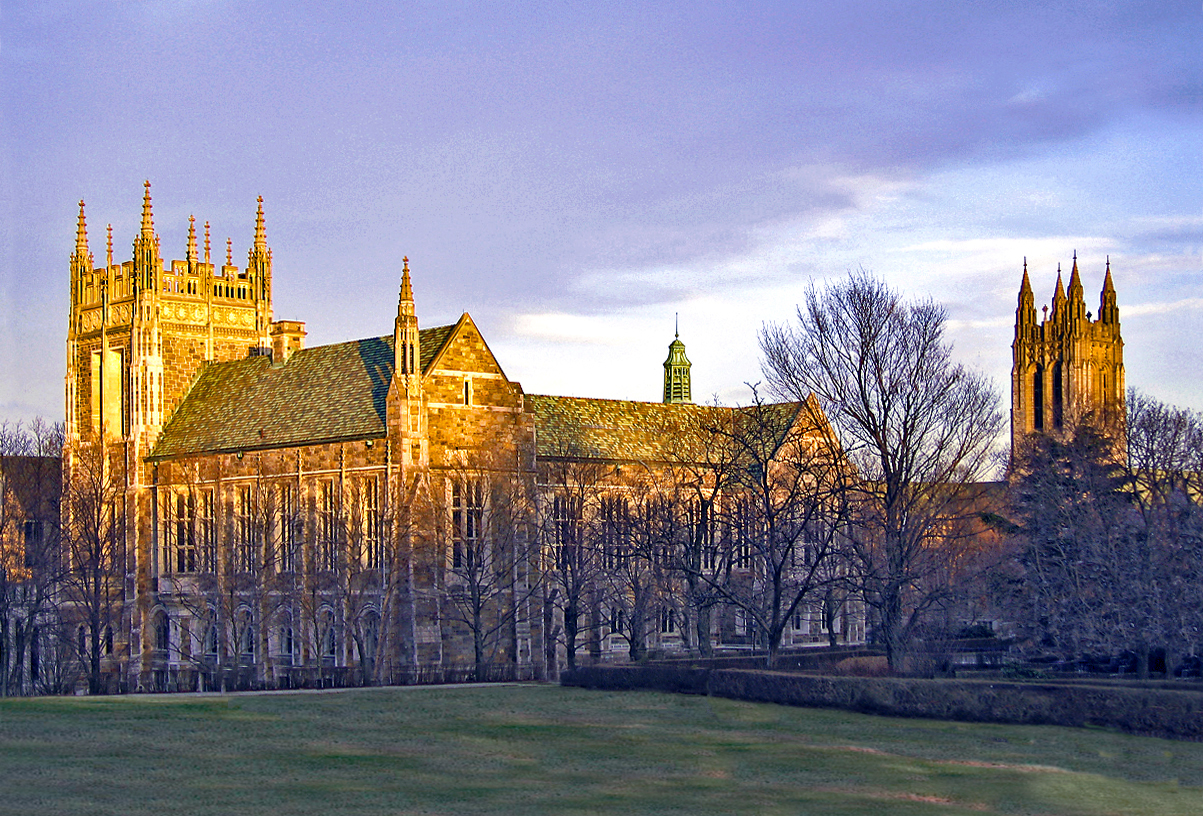
Boston College
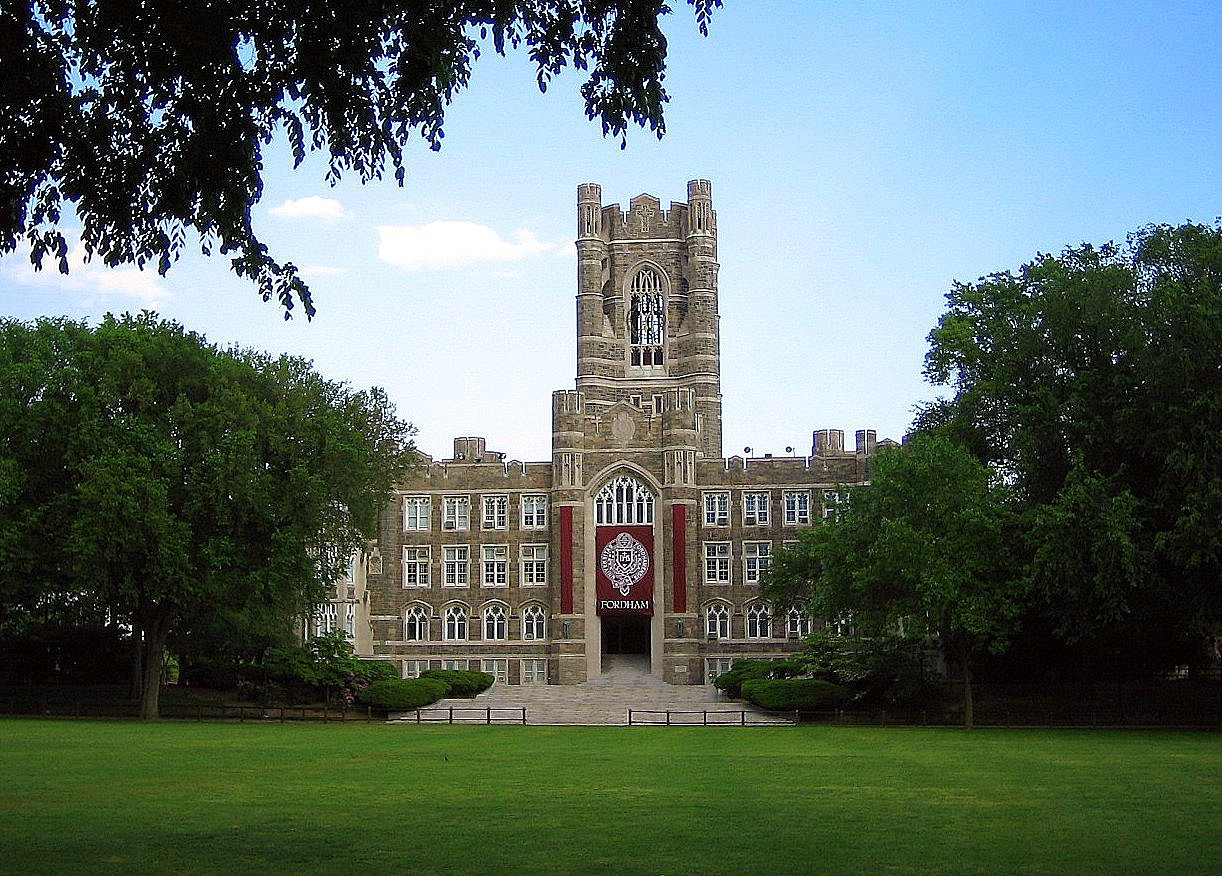
Universitat de Fordham
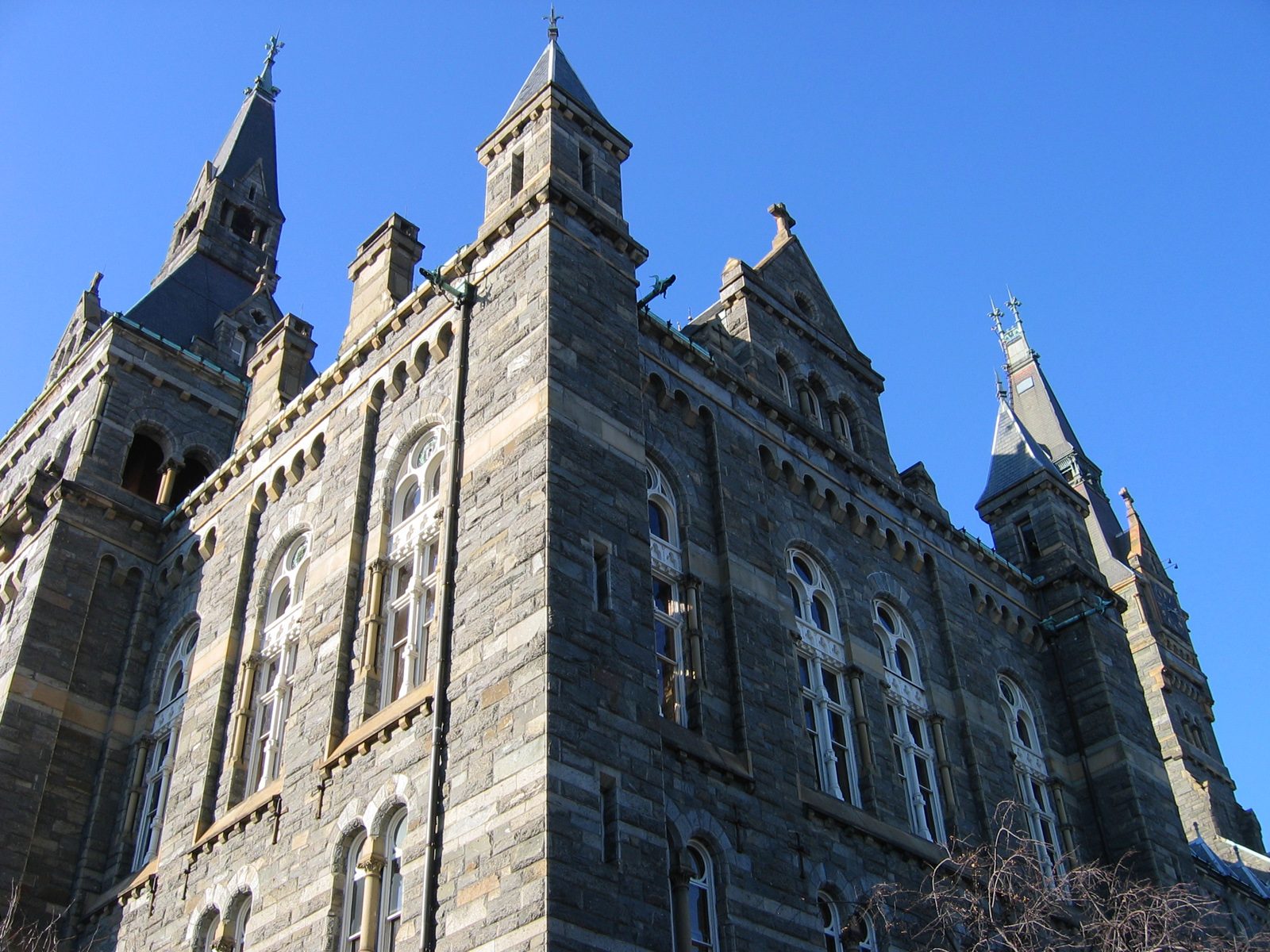
Universitat de Georgetown
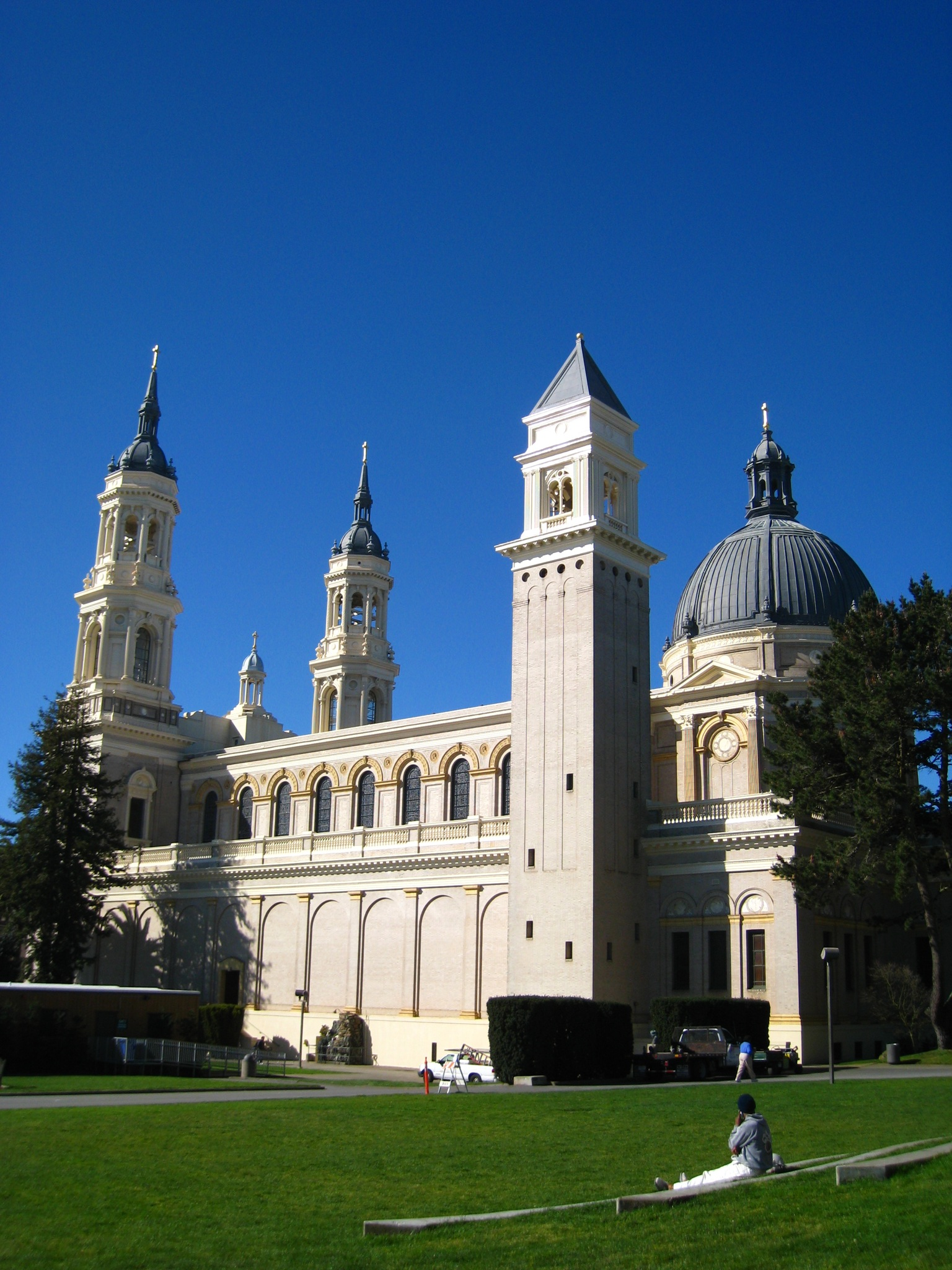
Universitat de San Francisco